# Шляхетні волоцюги (фільм)
«Шляхетні волоцюги» (англ. Noble tramps) — музично-комедійний бойовик про пригоди батярів режисера Олександра Березаня. Події фільму відбуваються у Львові, у 1938-39 роках.
Рімейк польської комедії 1939 року «Волоцюги» (пол. Włóczęgi). 
Всеукраїнська прем'єра картини відбулася 27 вересня 2018 року.

## Сюжет
Львівські батяри Бодя та Мірек займаються дрібними крадіжками, бʼються з кіндерами (іншою кримінальною субкультурою), мають багато друзів і є популярними серед дівчат. Їм подобається юна дівчина Христя, але вона вже закохана у вуличного ляльковода Збишека.
Тим часом німецькі нацисти намагаються добути для фюрера легендарний браслет перемоги Александра Македонського, який приносить перемогу його власнику. За їхніми даними, браслет знаходиться у Львові у баронеси фон Кайзерлінг-Дорн. В пошуках браслета до Львова вирушає штандартенфюрер Ріббентроп. Радянські спецслужби дізнаються про плани нацистів і в пошуках браслета відправляють до Львова своїх агентів. Ріббентроп приходить до баронеси й пропонує їй гроші за браслет. Вона згадує, що браслет був у її дочки, яка втекла з дому з актором, і розуміє, що тепер він має бути у Христі, її онуки, з якою вона не підтримує жодних контактів.
Коли батяри заради розваги закидують яйцями солістку оперного театру, від серцевого нападу помирає режисер Тадеуш, дядько й опікун Христі. Розраховуючись з копачами на кладовищі, Христя не має грошей, і віддає їм свій браслет. Бодя та Мірек, відчуваючи провину за смерть дядьки Тадеуша, стають опікунами Христі. 
В подальшій серії кумедних сцен баронеса, нацисти, радянські шпигуни й батяри полюють за браслетом і Христею. Браслет, змінивши кількох власників, випадково потрапляє до Збишека, який дарує його Христі. Бодя та Мірек несуть його до ювеліра, який робить з нього копію. Зрештою, радянські агенти опиняються у львівській божевільні, фальшивий браслет потрапляє до Гітлера, а справжній браслет Христя віддає Боді й Міреку, і вони успішно перевіряють його вдачу у вуличній бійці з кіндерами.

## У ролях
- Ірина Гришак — Христя
- Іван Шаран — Богдан (Бодя)
- Юрій Хвостенко — Мирослав (Мірек)
- Павло Кружнов — Збишек
- Олег Примогенов — Оттон
- Ксенія Ніколаєва — Баронеса
- Всеволод Шекіта — Ріббентроп
- Олег Симонов — Вуйко Тадеуш
- Ігор Гаврилів — начальник поліції
- Ярослав Федорчук — помічник начальника поліції
- Володимир Захаренков — Орлов
- Ольга Дорощук — оперна прима

## Виробництво

### Кошторис
Проєкт фільму «Шляхетні Волоцюги» став одним із переможців Дев'ятого конкурсного відбору Держкіно. Загальний бюджет стрічки ₴37 млн, з них Держкіно оплатило 50 % (₴18.6 млн).

### Фільмування
Знімання відбулося у Львові в серпні-жовтні 2017 року.

## Реліз
Передпрем'єрний показ фільму у київському кінотеатрі Cinema-Citi відбувся 25 вересня 2018 року. У широкий український прокат стрічка вийшла 27 вересня 2018 року.

## Відгуки кінокритиків
Значна кількість українських кінокритиків схвально відгукнулися про фільм.
Попри позитивні відгуки більшості українських кінокритиків, були й такі що відгукнулися про фільм вкрай негативно. Зокрема, серед кінокритиків, які розкритикували фільм, був кінооглядач видання «Варіанти» Олександр Ковальчук, який порівняв фільм з серіалами телеканалу 1+1 «Догори дриґом» та «Останній москаль» та назвав фільм «відрижкою русского міра».

## Нагороди та номінації
| Список нагород та номінацій фільму «Шляхетні волюцюги» | Список нагород та номінацій фільму «Шляхетні волюцюги» | Список нагород та номінацій фільму «Шляхетні волюцюги» | Список нагород та номінацій фільму «Шляхетні волюцюги» | Список нагород та номінацій фільму «Шляхетні волюцюги» | Список нагород та номінацій фільму «Шляхетні волюцюги» |
| Кінофестиваль/Кінопремія                               | Рік                                                    | Категорія                                              | Номінант(и)                                            | Результат                                              | Дж                                                     |
| ------------------------------------------------------ | ------------------------------------------------------ | ------------------------------------------------------ | ------------------------------------------------------ | ------------------------------------------------------ | ------------------------------------------------------ |
| 7-й Міжнародний кінофестиваль «Корона Карпат»          | 2018                                                   | Приз за найкращу операторську роботу                   | Юрій Король                                            | Перемога                                               | [ 20 ]                                                 |
| Премія «Золота дзиґа»                                  | 19.04.2019                                             | Найкращий оператор-постановник                         | Юрій Король                                            | Номінація                                              | [ 21 ]                                                 |
| Премія «Золота дзиґа»                                  | 19.04.2019                                             | Найкращий художник-постановник                         | Володимир Романов                                      | Номінація                                              | [ 21 ]                                                 |
| Премія «Золота дзиґа»                                  | 19.04.2019                                             | Найкраща пісня                                         | «Кобіти» (гурт RayBand)                                | Номінація                                              | [ 21 ]                                                 |
| Премія «Золота дзиґа»                                  | 19.04.2019                                             | Найкращий художник із гриму                            | Ольга Ахтарнія                                         | Номінація                                              | [ 21 ]                                                 |
| Премія «Золота дзиґа»                                  | 19.04.2019                                             | Найкращий художник з костюмів                          | Марія Керо                                             | Перемога                                               | [ 21 ]                                                 |